# Ritterstraße (Leipzig)
Die Ritterstraße ist eine Anliegerstraße in der Innenstadt von Leipzig und verbindet die Grimmaische Straße im Süden mit dem Brühl im Norden und besitzt einen Abzweig zur Goethestraße. Ihre Fortsetzung nach Norden, der Richtung zum Hauptbahnhof, findet sie in der Ritterpassage.

## Name
Offiziell erhielt die Ritterstraße ihren Namen am 22. Oktober 1839, sie wurde aber schon Jahrhunderte vorher so genannt.

## Geschichte

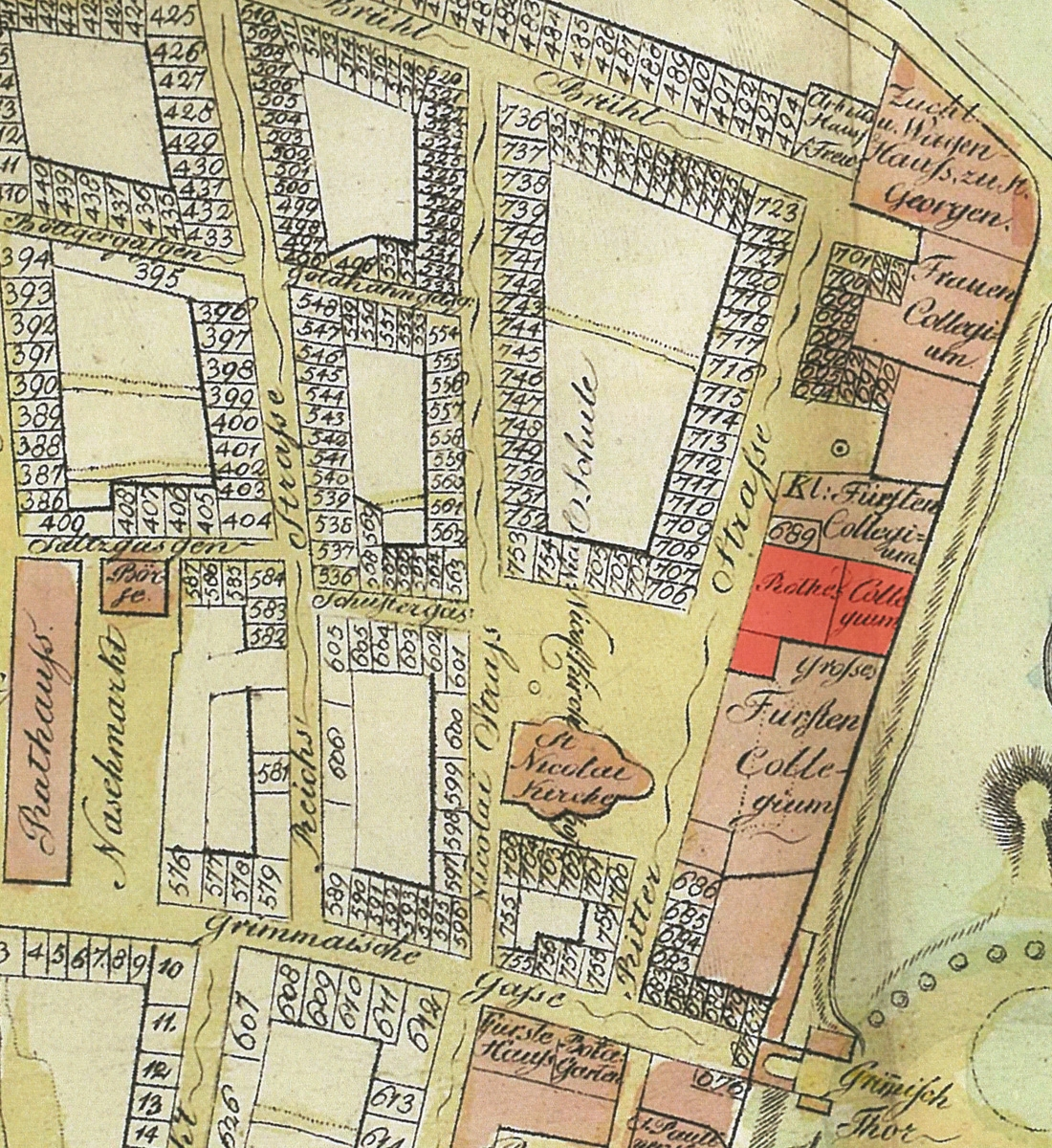
Die Ritterstraße (rechts) auf einem Plan von 1749

Dass der Name auf den ehemaligen Ratsmarstall zurückgeht, der 1426 das erste Mal erwähnt wurde, ist umstritten. Der Name soll vielmehr auf die Freihöfe der Ministerialen (Ritter) der Landesherrn, die Meißner Markgrafen Friedrich und Wilhelm, zurückgehen, die sich hier befanden und 1409 der Universität zur Verfügung gestellt wurden. Die Ritter holten hier ihre Rösser zu den auf dem Marktplatz stattfindenden Turnieren ab. Auch stellten reisende Kaufleute hier ihre Pferde unter.
Zu Beginn der Reformationszeit hatten sich fast alle Leipziger Drucker in Gebäuden auf der westlichen Seite der Ritterstraße angesiedelt. So wissen wir, dass Valentin Schumann, Martin Landsberg und Wolfgang Stöckel ihre Werkstätten in der Ritterstraße hatten.
Die östliche Seite zwischen Ritterstraße und Stadtmauer (heute: Goethestraße) wurde seit jeher von Einrichtungen der Universität geprägt. Diese waren am Ende des 19. Jahrhunderts zumeist baufällig und wurden durch neue ansehnliche Gebäude ersetzt.
Die Ritterstraße gehörte bis in die Zeit der DDR zum Kern des Pelzhandelszentrums Leipziger Brühl, des bis nach dem Ersten Weltkrieg weltgrößten Umschlagplatzes für Rauchwaren (Pelzfelle). Die Firma Theodor Thorer im Brühl und in der Ritterstraße 31/33 beschäftigte 84 Mitarbeiter. In den benachbarten Straßen des Brühl, Ritterstraße, Reichsstraße, Richard-Wagner-Straße und Nikolaistraße befanden sich zusammen noch einmal etwa die gleiche Anzahl Firmen wie im Brühl. Der Reichsverband der deutschen Rauchwarenfirmen hatte hier zeitweilig seine Geschäftsstelle; das Londoner Unternehmen Allalemdjian (Ritterstraße 23–29) hat hier seinen Ursprung; 1951 der neu gegründete VEB Stadtpelz (der spätere Brühlpelz); und viele andere mehr.
Auf der westlichen Seite, in der Ritterstraße 7, nahe am Brühl als einem Schwerpunkt der jüdischen Bevölkerung in Leipzig, befand sich seit 1830 die Merkin-Synagoge in einem heute noch erhaltenen Gebäude. Dominant ist hingegen die Nikolaikirche, deren Bau bereits im 12. Jahrhundert begonnen wurde und die mit ihrer östlichen Seite direkt an die Ritterstraße grenzt.

## Gegenwart
Die Ritterstraße ist mit mehreren Passagen an das Netzwerk der Leipziger Passagen angeschlossen, namentlich Oelßners Hof, Strohsack-Passage und Theaterpassage. Es stehen nicht nur zahlreiche Hochbauten der Ritterstraße unter Denkmalschutz, sondern auch das Straßen- und Platzpflaster, die Gehwegplatten und Granitborde zwischen Ritterstraße und Nikolaistraße, auch wegen der authentischen Erinnerung an das Pflaster der Demonstrationen während der friedlichen Revolution 1989.

## Persönlichkeiten

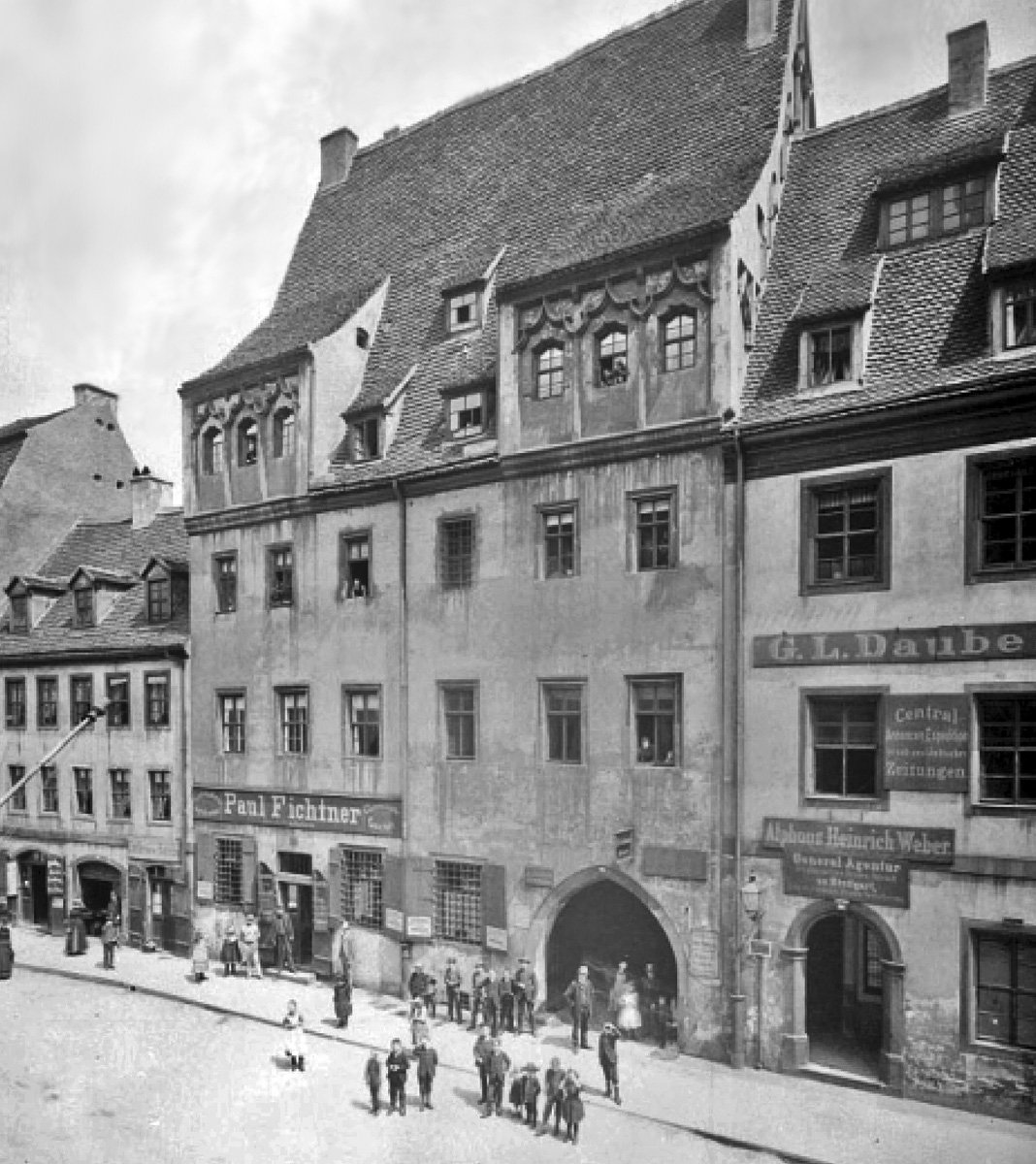
Rotes Kolleg (1515–1891), Geburtshaus von Gottfried Wilhelm Leibniz

- Johann Pfretzschner (1495–1552), Ratsmaurermeister
- Gottfried Wilhelm Leibniz (1646–1714) wurde im Roten Kolleg in der Ritterstraße als Sohn eines  Universitätsprofessors geboren.[11]